# Matera Sport 1993-1994
Questa voce raccoglie le informazioni riguardanti il Matera Sport nelle competizioni ufficiali della stagione 1993-1994.

## Rosa
| N. |                   | Ruolo | Calciatore           |
| -- | ----------------- | ----- | -------------------- |
| -  | Italia (bandiera) | P     | Michele Albergo      |
| -  | Italia (bandiera) | P     | Antonio Bruno        |
| -  | Italia (bandiera) | D     | Alessandro Cicchetti |
| -  | Italia (bandiera) | D     | Angelo Deruggiero    |
| -  | Italia (bandiera) | D     | Ignazio Di Stefano   |
| -  | Italia (bandiera) | D     | Dario Italia         |
| -  | Italia (bandiera) | D     | Nicola Losacco       |
| -  | Italia (bandiera) | D     | Francesco Marino     |
| -  | Italia (bandiera) | D     | Ivano Pastore        |
| -  | Italia (bandiera) | D     | Ivan Pazzini         |
| -  | Italia (bandiera) | D     | Silvio Picci         |
| -  | Italia (bandiera) | D     | Diego Toledo         |
| -  | Italia (bandiera) | C     | Fabio Battafarano    |
| -  | Italia (bandiera) | C     | Antonio Bitetti      |
| -  | Italia (bandiera) | C     | Vito Bitetto         |

| N. |                   | Ruolo | Calciatore          |
| -- | ----------------- | ----- | ------------------- |
| -  | Italia (bandiera) | C     | Nicola Bressi       |
| -  | Italia (bandiera) | C     | Giacomo Callegari   |
| -  | Italia (bandiera) | C     | Roberto D'Ermilio   |
| -  | Italia (bandiera) | C     | Luigi De Rosa       |
| -  | Italia (bandiera) | C     | Alessandro De Solda |
| -  | Italia (bandiera) | C     | Luca Landonio       |
| -  | Italia (bandiera) | C     | Aurelio Lo Re       |
| -  | Italia (bandiera) | A     | Mario Bartolelli    |
| -  | Italia (bandiera) | A     | Simone Mucciarelli  |
| -  | Italia (bandiera) | A     | Giovanni Nocera     |
| -  | Italia (bandiera) | A     | Antonino Pannitteri |
| -  | Italia (bandiera) | A     | Marco Spilli        |
| -  | Italia (bandiera) | A     | Tomaso Tatti        |
| -  | Italia (bandiera) | A     | Davide Visciglia    |

## Risultati

### Campionato

#### Girone di andata
| 12 settembre 1993 1ª giornata | Lodigiani | 1 – 1 | Matera |  |

| 19 settembre 1993 2ª giornata | Matera | 0 – 0 | Salernitana |  |

| 26 settembre 1993 3ª giornata | Leonzio | 2 – 1 | Matera |  |

| 3 ottobre 1993 4ª giornata | Matera | 1 – 1 | Siena |  |

| 10 ottobre 1993 5ª giornata | Matera | 0 – 0 | Chieti |  |

| 17 ottobre 1993 6ª giornata | Juventus Stabia | 1 – 0 | Matera |  |

| 24 ottobre 1993 7ª giornata | Matera | 0 – 0 | Giarre |  |

| 31 ottobre 1993 8ª giornata | Ischia Isolaverde | 0 – 0 | Matera |  |

| 7 novembre 1993 9ª giornata | Matera | 0 – 0 | Reggina |  |

| 14 novembre 1993 10ª giornata | Nola | 2 – 3 | Matera |  |

| 21 novembre 1993 11ª giornata | Matera | 1 – 0 | Siracusa |  |

| 28 novembre 1993 12ª giornata | Potenza | 2 – 0 | Matera |  |

| 5 dicembre 1993 13ª giornata | Matera | 0 – 2 | Sambenedettese |  |

| 12 dicembre 1993 14ª giornata | Perugia | 1 – 0 | Matera |  |

| 19 dicembre 1993 15ª giornata | Matera | 0 – 0 | Casarano |  |

| 24 dicembre 1993 16ª giornata | Avellino | 1 – 0 | Matera |  |

| 16 gennaio 1994 17ª giornata | Matera | 0 – 0 | Barletta |  |

#### Girone di ritorno
| 23 gennaio 1994 18ª giornata | Matera | 1 – 0 | Lodigiani |  |

| 30 gennaio 1994 19ª giornata | Salernitana | 0 – 0 | Matera |  |

| 6 febbraio 1994 20ª giornata | Matera | 1 – 1 | Leonzio |  |

| 13 febbraio 1994 21ª giornata | Siena | 1 – 1 | Matera |  |

| 20 febbraio 1994 22ª giornata | Chieti | 1 – 0 | Matera |  |

| 6 marzo 1994 23ª giornata | Matera | 2 – 1 | Juventus Stabia |  |

| 13 marzo 1994 24ª giornata | Giarre | 0 – 1 | Matera |  |

| 20 marzo 1994 25ª giornata | Matera | 1 – 0 | Ischia Isolaverde |  |

| 27 marzo 1994 26ª giornata | Reggina | 0 – 0 | Matera |  |

| 10 aprile 1994 27ª giornata | Matera | 0 – 0 | Nola |  |

| 17 aprile 1994 28ª giornata | Siracusa | 0 – 0 | Matera |  |

| 24 aprile 1994 29ª giornata | Matera | 2 – 1 | Invicta Potenza |  |

| 1º maggio 1994 30ª giornata | Sambenedettese | 1 – 1 | Matera |  |

| 8 maggio 1994 31ª giornata | Matera | 0 – 0 | Perugia |  |

| 15 maggio 1994 32ª giornata | Casarano | 1 – 0 | Matera |  |

| 22 maggio 1994 33ª giornata | Matera | 1 – 1 | Avellino |  |

| 29 maggio 1994 34ª giornata | Barletta | 2 – 1 | Matera |  |

### Coppa Italia
|  | Potenza | 1 – 0 | Matera |  |

|  | Matera | 1 – 1 | Savoia |  |

|  | Casarano | 1 – 0 | Matera |  |

|  | Matera | 1 – 1 | Fasano |  |

## Statistiche

### Statistiche di squadra
| Competizione         | Punti | Totale | Totale | Totale | Totale | Totale | Totale |
| Competizione         | Punti | G      | V      | N      | P      | Gf     | Gs     |
| -------------------- | ----- | ------ | ------ | ------ | ------ | ------ | ------ |
| Serie C1             | 39    | 34     | 7      | 18     | 9      | 19     | 23     |
| Coppa Italia Serie C | 2     | 4      | 0      | 2      | 2      | 2      | 4      |

### Statistiche dei giocatori
| Giocatore      | Campionato | Campionato |
| Giocatore      | Pres       | Gol        |
| -------------- | ---------- | ---------- |
| M. Albergo     | 0          |            |
| M. Bartolelli  | 15         | 2          |
| F. Battafarano | 2          | 0          |
| A. Bitetti     | 11         | 0          |
| V. Bitetto     | 5          | 0          |
| N. Bressi      | 27         | 2          |
| A. Bruno       | 34         |            |
| G. Callegari   | 9          | 0          |
| A. Cicchetti   | 20         | 1          |
| R. D'Ermilio   | 24         | 1          |
| L. De Rosa     | 29         | 5          |
| A. Deruggiero  | 31         | 0          |
| A. De Solda    | 22         | 0          |
| I. Di Stefano  | 3          | 0          |
| D. Italia      | 27         | 0          |
| L. Landonio    | 30         | 0          |
| A. Lo Re       | 3          | 0          |
| N. Losacco     | 13         | 0          |
| F. Marino      | 28         | 1          |
| S. Mucciarelli | 8          | 0          |
| G. Nocera      | 1          | 0          |
| A. Pannitteri  | 12         | 2          |
| I. Pastore     | 2          | 0          |
| I. Pazzini     | 9          | 0          |
| S. Picci       | 21         | 1          |
| M. Spilli      | 6          | 0          |
| T. Tatti       | 24         | 2          |
| D. Toledo      | 18         | 0          |
| D. Visciglia   | 6          | 1          |